# 岩村榮一
岩村 榮一（いわむら えいいち、1942年2月14日 -  ）は、日本の経営者。そごう社長を務めた。

## 来歴・人物
東京都出身。1966年に慶應義塾大学法学部を卒業し、同年にそごうに入社。1980年5月に取締役に就任し、常務、専務を経て、1990年5月に副社長に就任し、1991年5月には社長に昇格。1999年4月に病気で社長を退任。